# G. N. Ramachandran
G. N. Ramachandran (Gopalasamudram Narayana Iyer Ramachandran; * 8. Oktober 1922 in Ernakulam, Kerala; † 7. April 2001 in Chennai, Tamil Nadu) war ein indischer Biophysiker. Er leistete einen entscheidenden Beitrag zum Verständnis von Proteinstrukturen durch das nach ihm benannten Ramachandran-Diagramm und lieferte viele weitere Beiträge in Biologie und Physik.

## Leben
Ramachandran wurde in der Stadt Ernakulam in Kerala (Indien) geboren. Er schrieb sich am Indian Institute of Science in Bengaluru als Elektroingenieur ein, wechselte aber wenig später an das Departement für Physik. Dort promovierte er unter dem Nobelpreisträger C. V. Raman, wobei er sich hauptsächlich mit Röntgen-Kristallographie beschäftigte.
Ramachandran verbrachte zwei Jahre (1947–1949) am Cavendish-Laboratorium in Cambridge und kam danach als Assistenzprofessor wieder an das Indian Institute of Science zurück. 1952 wechselte er zur University of Madras, wo er seine Arbeit in Röntgen-Kristallographie als ordentlicher Professor fortsetzte und sein Interesse auf die Struktur biologischer Makromoleküle gelenkt wurde. Er schlug 1954 zusammen mit Gopinath Kartha die Tripel-Helix Struktur von Kollagen vor, die er mithilfe von Röntgen-Kristallographie aufgeklärt hatte.
1962 publizierte er seine generellen Überlegungen zur Konformation von Proteinen, die heute unter dem Namen Ramachandran-Diagramm bekannt sind, und seither ein Werkzeug bei der Strukturaufklärung von Proteinen darstellen.
1963 wurde er von C. V. Raman für seine Forschungen zur Struktur von Kollagen für den Nobelpreis für Chemie vorgeschlagen, womit er der zweite Inder überhaupt war, der bis dahin für einen Nobelpreis vorgeschlagen wurde.
1970 gründete er die Molecular Biophysics Unit am Indian Institute of Science, die später als Centre of Advanced Study in Biophysics and Crystallography bekannt wurde.
Ramachandran erhielt u. a. den Shanti Swarup Bhatnagar Award für Physik in Indien und war Mitglied der Royal Society in London. 1970 wurde er in die American Academy of Arts and Sciences gewählt. 1999 erhielt er den Ewald Prize der International Union of Crystallography für seine „außerordentlichen Beiträge zur Kristallographie“.